# Tupilaks
Tupilaks is het 40ste stripalbum uit de Thorgal-reeks. Het werd voor het eerst uitgegeven bij Le Lombard in 2022. Het album is getekend door F. Vignaux met scenario van Yann en maakt deel uit van een cyclus die draait om Noor, een overlevende van het Sterrenvolk in Slives schip. 

## Het verhaal
In Neokora keerde Thorgal met Joran terug op Atlantia het ruimteschip van zijn afkomst en lukte het Joran om Noor uit haar winterslaap te halen. Noor heeft kennis van het schip, maar niet overal toegang toe. Voor Thorgal geldt deze beperking niet omdat hij tot de Dzjaïnkaste behoort. Hij moet het opnemen tegen Neokora, het computerbrein van het ruimteschip.
Tulpilaks zijn heilige voorwerpen van de Slugs. Arisön beschikte erover die hij van het Inuitvolk gestolen had. Thorgal stelt met een tulpilak Niakora  buiten werking. Door deze actie ontwaken de overige ruimtevaarders op het ruimteschip uit hun winterslaap waaronder Slive. Mestor de tweede officier weet Neokora opnieuw op te starten die als doel heeft om de Atlantische heerschappij te herstellen.